# Pramila Patten

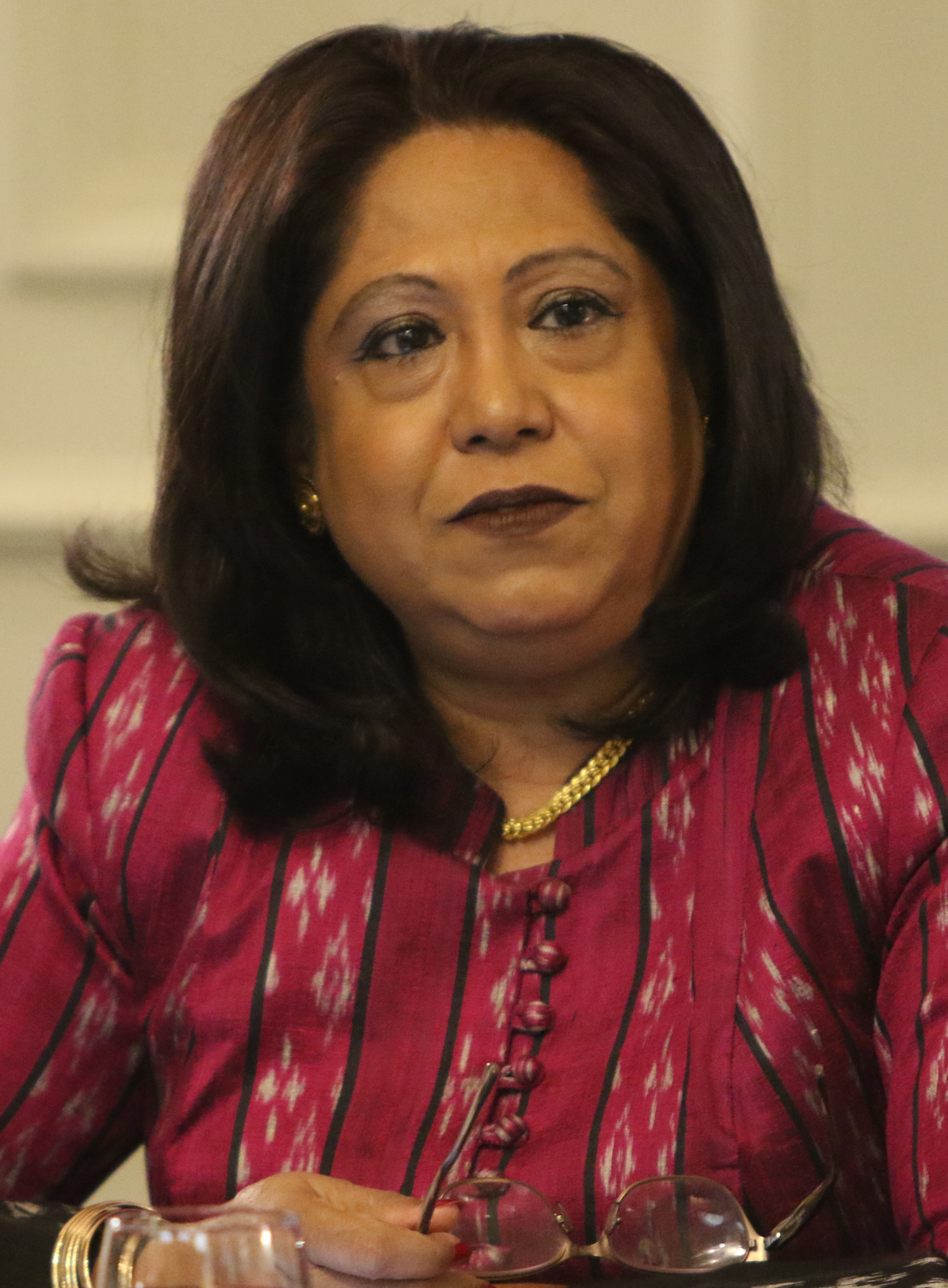
Pramila Patten, 2018

Pramila Patten (* 1958) ist eine Juristin aus Mauritius, die zwischen 2003 und 2017 Mitglied des UN-Ausschusses für die Beseitigung der Diskriminierung der Frau war und seit 2017 UN-Sonderbeauftragte für sexuelle Gewalt bei Konflikten ist.

## Ausbildung
Pramila Patten begann nach dem Schulbesuch ein Studium der Rechtswissenschaften am Ealing College of Higher Education der University of West London, das sie mit einem Bachelor of Laws (LL.B.) beendete. Ein darauf folgendes postgraduales Studium der Rechtswissenschaften am University College London schloss sie mit einem Master of Laws (LL.M.) ab. 

## Karriere
Nach ihrer Ausbildung erhielt sie ihre Zulassung als Rechtsanwältin (Barrister-at-Law) und war nach ihrer Rückkehr nach Mauritius zwischen 1987 und 1988 als Richterin an einem Bezirksgericht und zugleich von 1987 bis 1992 als Lecturer an der Juristischen Fakultät der University of Mauritius tätig. Im Anschluss war sie zwischen 1993 und 2002 Mitglied der Internationalen Frauenrechtsorganisation (International Women’s Rights Action Watch) sowie von 2000 bis 2004 Beraterin im Ministerium für Frauenrechte, Kindesentwicklung und Familienwohlfahrt. 
Pramila Patten, eine juristische Expertin für sexuelle und geschlechterbegründete Gewalt sowie für Frauen-, Friedens- und Sicherheitsangelegenheiten, war von 2003 bis 2017 Mitglied des UN-Ausschusses für die Beseitigung der Diskriminierung der Frau. 2009 wurde sie daneben von UN-Generalsekretär Ban Ki-moon zum Mitglied der Internationalen Kommission zur Untersuchung des Massakers vom 28. September 2009 in Conakry in Guinea berufen, bei dem bei einer Demonstration gegen die autoritäre Politik von Präsident Moussa Dadis Camara 157 Personen getötet und 1.200 verletzt wurden. Darüber hinaus wurde sie 2010 Mitglied des Beratergremiums der Beobachter für Frauenrechte in Afrika innerhalb der Wirtschaftskommission der Vereinten Nationen für Afrika (ECA) und war ferner zwischen 2012 und 2014 Mitglied des Beratungsausschusses des Rahmenprojekts für Due-Diligence-Prüfungen. Des Weiteren wurde sie 2014 Mitglied einer hochrangigen globalen Studien- und Beratergruppe zur Umsetzung der Resolution 1325 des UN-Sicherheitsrates vom 31. Oktober 2000 zur Stärkung der Rechte der Frauen und ihre Bedeutung für den Weltfrieden. 2021 übernahm Patten bis zum Amtsantritt von Sima Bahous kurzzeitig kommissarisch die Leitung von UN Women.

### UN-Sonderbeauftragte zu sexueller Gewalt bei Konflikten
Am 12. April 2017 wurde Pramila Patten als Nachfolgerin von Zainab Hawa Bangura von UN-Generalsekretär António Guterres zur UN-Sonderbeauftragten für sexuelle Gewalt bei Konflikten ernannt.  
Im September 2022 äußerte sie, Vergewaltigungen durch russische Soldaten stellten eine „eindeutige Militärstrategie“ Russlands im Ukraine-Krieg dar. Sexuelle Gewalt sei „eine bewusste Taktik, um die Opfer zu entmenschlichen“, sagte Patten in einem Interview mit der Nachrichtenagentur AFP. Hierzu seien die russischen Soldaten mit Viagra ausgestattet wurden.